# Rumeskán megye
Rumeskán megye (perzsául: شهرستان رومشکان) Irán Loresztán tartománynak egyik nyugati megyéje az ország nyugati részén. 2013-ban hozták létre az addig Kuhdast megyéhez tartozó Rumeskán kerületből.
Északon Kuhdast megye, keleten Poldohtar megye, nyugaton Ilám tartomány határola. Székhelye a 6125 fős Csagábol városa. A megye lakossága a 2016-os népszámlálás szerint 39 058 fő. A megye két kerületre oszlik: Központi kerület, Szuri kerület.